# Fontenay-près-Chablis
Fontenay-près-Chablis é uma comuna francesa na região administrativa de Borgonha-Franco-Condado, no departamento de Yonne. Estende-se por uma área de 4,97 km². Em 2010 a comuna tinha 152 habitantes (densidade: 30,6 hab./km²).